# كرة القدم في دورة الألعاب الآسيوية 2018 – مسابقة الرجال
ستقام مسابقة كرة القدم للرجال في دورة الألعاب الآسيوية 2018 في الفترة من 10 أغسطس إلى 1 سبتمبر 2018. وستكون الدورة 17 من مسابقة الرجال. لم يتأكد بعد عدد الفرق من جميع أنحاء آسيا، ولكن من المرجح أن يكون هناك 24 فريقًا. كوريا الجنوبية هي المدافعة عن اللقب.

## جدول المنافسة
تم كشف النقاب عن جدول مباريات البطولة للرجال 15 فبراير 2018.
| G | مرحلة المجموعات | ⅛ | دور الـ16 | ¼ | ربع النهائي | ½ | نصف النهائي | B | مباراة الميدالية البرونزية | F | مباراة الميدالية الذهبية |

| Fri 10 | Sat 11 | Sun 12 | Mon 13 | Tue 14 | Wed 15 | Thu 16 | Fri 17 | Sat 18 | Sun 19 | Mon 20 | Tue 21 | Wed 22 | Thu 23 | Fri 24 | Sat 25 | Sun 26 | Mon 27 | Tue 28 | Wed 29 | Thu 30 | Thu 30 | Fri 31 | Sat 1 | Sat 1 |
| ------ | ------ | ------ | ------ | ------ | ------ | ------ | ------ | ------ | ------ | ------ | ------ | ------ | ------ | ------ | ------ | ------ | ------ | ------ | ------ | ------ | ------ | ------ | ----- | ----- |
| G      |        | G      |        | G      | G      | G      | G      |        |        | G      | G      |        | ⅛      | ⅛      |        | ¼      | ¼      |        | ½      |        |        |        | B     | F     |

## الأماكن
ستقام البطولة في أربعة أماكن في أربع مدن. سيستضيف ملعب باكانساري في سيبينونغ المباراة النهائية في 1 سبتمبر 2018.

| سوريانغ                                                                                        | سيبينونغ       | بيكاسي                   | سيكارانغ      |
| ---------------------------------------------------------------------------------------------- | -------------- | ------------------------ | ------------- |
| ملعب جالاك هاروبات سوريانغ                                                                     | ملعب باكانساري | ملعب باتريوت كاندرابهاجا | Wibawa Mukti  |
| السعة: 27,000                                                                                  | السعة: 30,000  | السعة: 30,000            | السعة: 28,778 |
|                                                                                                |                |                          |               |
| سيكارانغ سرويانغ بيكاسي سيبينونغكرة القدم في دورة الألعاب الآسيوية 2018 – مسابقة الرجال (Java) |                |                          |               |

## مرحلة المجموعات

### المجموعة أ
| م | الفريق        | لعب | ف | ت | خ | أ.له | أ.ع | أ.ف | نقاط | التأهل                      |
| - | ------------- | --- | - | - | - | ---- | --- | --- | ---- | --------------------------- |
| 1 | إندونيسيا (H) | 4   | 3 | 0 | 1 | 11   | 3   | +8  | 9    | تقدم إلى مرحلة خروج المغلوب |
| 2 | فلسطين        | 4   | 2 | 2 | 0 | 5    | 3   | +2  | 8    | تقدم إلى مرحلة خروج المغلوب |

| لاوس                  | 1–3   | هونغ كونغ                                                            |
| --------------------- | ----- | -------------------------------------------------------------------- |
| فيتاك كونغماتيلات 62' | تقرير | تشينغ تشين لونغ 20' · تان تشون لوك 40' · لاتاساي لونلاسي 86' (هـ.ذ.) |

| فلسطين | 0–0   | تايبيه الصينية |
| ------ | ----- | -------------- |
|        | تقرير |                |

| فلسطين                                    | 2–1   | لاوس                  |
| ----------------------------------------- | ----- | --------------------- |
| شهاب قنبر 83' · عبد اللطيف البهداري 90+5' | تقرير | فوتاساي كولاتشيرن 14' |

| تايبيه الصينية | 0–4   | إندونيسيا                                                                        |
| -------------- | ----- | -------------------------------------------------------------------------------- |
|                | تقرير | ستيفانو ليليبالي 67'، 76' · ألبرتو غونسالفيس دا كوستا 71' · محمد هارغيانتو 90+3' |

| هونغ كونغ                                  | 4–0   | تايبيه الصينية |
| ------------------------------------------ | ----- | -------------- |
| تان تشون لوك 5'، 37' · جوردي تاريس 9'، 41' | تقرير |                |

| إندونيسيا      | 1–2   | فلسطين                        |
| -------------- | ----- | ----------------------------- |
| عرفان جايا 23' | تقرير | عدي دباغ 16' · محمد درويش 51' |

| هونغ كونغ      | 1–1   | فلسطين         |
| -------------- | ----- | -------------- |
| لام كا واي 57' | تقرير | محمود يوسف 17' |

| لاوس | 0–3   | إندونيسيا                                            |
| ---- | ----- | ---------------------------------------------------- |
|      | تقرير | ألبرتو غونسالفيس دا كوستا 14'، 47' · ريكي فاجرين 75' |

| إندونيسيا                                                   | 3–1   | هونغ كونغ        |
| ----------------------------------------------------------- | ----- | ---------------- |
| عرفان جايا 46' · ستيفانو ليليبالي 85' · حنيف شاهباندي 90+4' | تقرير | لاو هوك مينغ 39' |

| تايبيه الصينية | 0–2   | لاوس                                                 |
| -------------- | ----- | ---------------------------------------------------- |
|                | تقرير | تشانساموني فوماليفونغ 5' · تيني بونمالاي 74' (ركلة.) |

### المجموعة ب
| م | الفريق    | لعب | ف | ت | خ | أ.له | أ.ع | أ.ف | نقاط | التأهل                      |
| - | --------- | --- | - | - | - | ---- | --- | --- | ---- | --------------------------- |
| 1 | أوزبكستان | 3   | 3 | 0 | 0 | 10   | 0   | +10 | 9    | تقدم إلى مرحلة خروج المغلوب |
| 2 | بنغلاديش  | 3   | 1 | 1 | 1 | 2    | 4   | −2  | 4    | تقدم إلى مرحلة خروج المغلوب |
| 3 | تايلاند   | 3   | 0 | 2 | 1 | 2    | 3   | −1  | 2    |                             |
| 4 | قطر       | 3   | 0 | 1 | 2 | 1    | 8   | −7  | 1    |                             |

| أوزبكستان                                                               | 3–0   | بنغلاديش |
| ----------------------------------------------------------------------- | ----- | -------- |
| ذبيح الله أورينبويف 23' · دوستونبيك خامداموف 57' · إكرومجون عليبايف 66' | تقرير |          |

| تايلاند               | 1–1   | قطر           |
| --------------------- | ----- | ------------- |
| سوباتشاي جايديد 90+2' | تقرير | حازم شحاتة 6' |

| بنغلاديش               | 1–1   | تايلاند             |
| ---------------------- | ----- | ------------------- |
| محبوب الرحمن سوفيل 52' | تقرير | سوباتشاي جايديد 80' |

| قطر | 0–6   | أوزبكستان |
| --- | ----- | --- |
|     | تقرير | ذبيح الله أورينبويف 37' · إكرومجون عليبايف 43' · دوستونبيك خامداموف 47' · جواهر صديقوف 49' · جلال الددين ماشاريبوف 54' (ركلة.) · بوبير عبد الخالقوف 74' |

| بنغلاديش          | 1–0   | قطر |
| ----------------- | ----- | --- |
| جمال بهويان 90+3' | تقرير |     |

| تايلاند | 0–1   | أوزبكستان               |
| ------- | ----- | ----------------------- |
|         | تقرير | ذبيح الله أورينبويف 17' |

### المجموعة ج
| م | الفريق                   | لعب | ف | ت | خ | أ.له | أ.ع | أ.ف | نقاط | التأهل                      |
| - | ------------------------ | --- | - | - | - | ---- | --- | --- | ---- | --------------------------- |
| 1 | الصين                    | 3   | 3 | 0 | 0 | 11   | 1   | +10 | 9    | تقدم إلى مرحلة خروج المغلوب |
| 2 | سوريا                    | 3   | 2 | 0 | 1 | 6    | 5   | +1  | 6    | تقدم إلى مرحلة خروج المغلوب |
| 3 | الإمارات العربية المتحدة | 3   | 1 | 0 | 2 | 5    | 4   | +1  | 3    | تقدم إلى مرحلة خروج المغلوب |
| 4 | تيمور الشرقية            | 3   | 0 | 0 | 3 | 3    | 15  | −12 | 0    |                             |

| [[منتخب تحت 23 سنة لكرة القدم\|]] | – | [[منتخب تحت 23 سنة لكرة القدم\|]] |
| --------------------------------- | - | --------------------------------- |
|                                   |   |                                   |

| [[منتخب تحت 23 سنة لكرة القدم\|]] | – | [[منتخب تحت 23 سنة لكرة القدم\|]] |
| --------------------------------- | - | --------------------------------- |
|                                   |   |                                   |

| [[منتخب تحت 23 سنة لكرة القدم\|]] | – | [[منتخب تحت 23 سنة لكرة القدم\|]] |
| --------------------------------- | - | --------------------------------- |
|                                   |   |                                   |

| [[منتخب تحت 23 سنة لكرة القدم\|]] | – | [[منتخب تحت 23 سنة لكرة القدم\|]] |
| --------------------------------- | - | --------------------------------- |
|                                   |   |                                   |

| [[منتخب تحت 23 سنة لكرة القدم\|]] | – | [[منتخب تحت 23 سنة لكرة القدم\|]] |
| --------------------------------- | - | --------------------------------- |
|                                   |   |                                   |

| [[منتخب تحت 23 سنة لكرة القدم\|]] | – | [[منتخب تحت 23 سنة لكرة القدم\|]] |
| --------------------------------- | - | --------------------------------- |
|                                   |   |                                   |

### المجموعة د
| م | الفريق  | لعب | ف | ت | خ | أ.له | أ.ع | أ.ف | نقاط | التأهل                      |
| - | ------- | --- | - | - | - | ---- | --- | --- | ---- | --------------------------- |
| 1 | فيتنام  | 3   | 3 | 0 | 0 | 6    | 0   | +6  | 9    | تقدم إلى مرحلة خروج المغلوب |
| 2 | اليابان | 3   | 2 | 0 | 1 | 5    | 1   | +4  | 6    | تقدم إلى مرحلة خروج المغلوب |
| 3 | باكستان | 3   | 1 | 0 | 2 | 2    | 8   | −6  | 3    |                             |
| 4 | نيبال   | 3   | 0 | 0 | 3 | 1    | 5   | −4  | 0    |                             |

| [[منتخب تحت 23 سنة لكرة القدم\|]] | – | [[منتخب تحت 23 سنة لكرة القدم\|]] |
| --------------------------------- | - | --------------------------------- |
|                                   |   |                                   |

| [[منتخب تحت 23 سنة لكرة القدم\|]] | – | [[منتخب تحت 23 سنة لكرة القدم\|]] |
| --------------------------------- | - | --------------------------------- |
|                                   |   |                                   |

| [[منتخب تحت 23 سنة لكرة القدم\|]] | – | [[منتخب تحت 23 سنة لكرة القدم\|]] |
| --------------------------------- | - | --------------------------------- |
|                                   |   |                                   |

| [[منتخب تحت 23 سنة لكرة القدم\|]] | – | [[منتخب تحت 23 سنة لكرة القدم\|]] |
| --------------------------------- | - | --------------------------------- |
|                                   |   |                                   |

| [[منتخب تحت 23 سنة لكرة القدم\|]] | – | [[منتخب تحت 23 سنة لكرة القدم\|]] |
| --------------------------------- | - | --------------------------------- |
|                                   |   |                                   |

| [[منتخب تحت 23 سنة لكرة القدم\|]] | – | [[منتخب تحت 23 سنة لكرة القدم\|]] |
| --------------------------------- | - | --------------------------------- |
|                                   |   |                                   |

### المجموعة ر
| م | الفريق         | لعب | ف | ت | خ | أ.له | أ.ع | أ.ف | نقاط | التأهل                      |
| - | -------------- | --- | - | - | - | ---- | --- | --- | ---- | --------------------------- |
| 1 | ماليزيا        | 3   | 2 | 0 | 1 | 7    | 5   | +2  | 6    | تقدم إلى مرحلة خروج المغلوب |
| 2 | كوريا الجنوبية | 3   | 2 | 0 | 1 | 8    | 2   | +6  | 6    | تقدم إلى مرحلة خروج المغلوب |
| 3 | البحرين        | 3   | 1 | 1 | 1 | 5    | 10  | −5  | 4    | تقدم إلى مرحلة خروج المغلوب |
| 4 | قرغيزستان      | 3   | 0 | 1 | 2 | 3    | 6   | −3  | 1    |                             |

1. 1 2  النتيجة المباشرة: ماليزيا 2–1 كوريا الجنوبية.

| [[منتخب تحت 23 سنة لكرة القدم\|]] | – | [[منتخب تحت 23 سنة لكرة القدم\|]] |
| --------------------------------- | - | --------------------------------- |
|                                   |   |                                   |

| [[منتخب تحت 23 سنة لكرة القدم\|]] | – | [[منتخب تحت 23 سنة لكرة القدم\|]] |
| --------------------------------- | - | --------------------------------- |
|                                   |   |                                   |

| [[منتخب تحت 23 سنة لكرة القدم\|]] | – | [[منتخب تحت 23 سنة لكرة القدم\|]] |
| --------------------------------- | - | --------------------------------- |
|                                   |   |                                   |

| [[منتخب تحت 23 سنة لكرة القدم\|]] | – | [[منتخب تحت 23 سنة لكرة القدم\|]] |
| --------------------------------- | - | --------------------------------- |
|                                   |   |                                   |

| [[منتخب تحت 23 سنة لكرة القدم\|]] | – | [[منتخب تحت 23 سنة لكرة القدم\|]] |
| --------------------------------- | - | --------------------------------- |
|                                   |   |                                   |

| [[منتخب تحت 23 سنة لكرة القدم\|]] | – | [[منتخب تحت 23 سنة لكرة القدم\|]] |
| --------------------------------- | - | --------------------------------- |
|                                   |   |                                   |

### المجموعة س
| م | الفريق         | لعب | ف | ت | خ | أ.له | أ.ع | أ.ف | نقاط | التأهل                      |
| - | -------------- | --- | - | - | - | ---- | --- | --- | ---- | --------------------------- |
| 1 | إيران          | 3   | 1 | 1 | 1 | 3    | 2   | +1  | 4    | تقدم إلى مرحلة خروج المغلوب |
| 2 | كوريا الشمالية | 3   | 1 | 1 | 1 | 4    | 4   | 0   | 4    | تقدم إلى مرحلة خروج المغلوب |
| 3 | السعودية       | 3   | 1 | 1 | 1 | 3    | 3   | 0   | 4    | تقدم إلى مرحلة خروج المغلوب |
| 4 | ميانمار        | 3   | 1 | 1 | 1 | 2    | 3   | −1  | 4    |                             |

| [[منتخب تحت 23 سنة لكرة القدم\|]] | – | [[منتخب تحت 23 سنة لكرة القدم\|]] |
| --------------------------------- | - | --------------------------------- |
|                                   |   |                                   |

| [[منتخب تحت 23 سنة لكرة القدم\|]] | – | [[منتخب تحت 23 سنة لكرة القدم\|]] |
| --------------------------------- | - | --------------------------------- |
|                                   |   |                                   |

| [[منتخب تحت 23 سنة لكرة القدم\|]] | – | [[منتخب تحت 23 سنة لكرة القدم\|]] |
| --------------------------------- | - | --------------------------------- |
|                                   |   |                                   |

| [[منتخب تحت 23 سنة لكرة القدم\|]] | – | [[منتخب تحت 23 سنة لكرة القدم\|]] |
| --------------------------------- | - | --------------------------------- |
|                                   |   |                                   |

| [[منتخب تحت 23 سنة لكرة القدم\|]] | – | [[منتخب تحت 23 سنة لكرة القدم\|]] |
| --------------------------------- | - | --------------------------------- |
|                                   |   |                                   |

| [[منتخب تحت 23 سنة لكرة القدم\|]] | – | [[منتخب تحت 23 سنة لكرة القدم\|]] |
| --------------------------------- | - | --------------------------------- |
|                                   |   |                                   |

## وصلات خارجية
- الموقع الرسمي نسخة محفوظة 27 يونيو 2018 على موقع واي باك مشين.